# Kleštěnice
Kleštěnice jsou vesnice, část městyse Komárov v okrese Beroun ve Středočeském kraji. Nachází se jeden kilometr jižně od Komárova. Západním okrajem extravilánu obce protéká údolím Jalový potok. Je zde evidováno dvacet pět adres pod zalesněným vrchem Hlava na úpatí Brdské vrchoviny.
Kleštěnice sousedí s obcemi Jivina, Chaloupky, Hvozdec, Zaječov, vše v okrese Beroun.

## Název
Původ názvu obce je nejasný, lze ho odvozovat od kovářských kleští, ale také od historického slova klešče, které označovalo past na chytání zvěře.
Pověst praví: za dávných dob žil zde kovář, který prý Žižkovi, když tudy táhl k Svaté Dobrotivé, kleštěmi cosi opravoval, a od té doby prý osada zove se Kleštěnice.

## Historie
První písemná zmínka o vesnici pochází z poslední vůle z roku 1360, v níž pan Zbyněk Zajíc z Hazmburka daroval Kleštěnici klášteru ve Svaté Dobrotivé.
Urbář panství hořovického v roce 1648 mluví o chalupách horníků a uhlířů a zmiňuje vesnici již jako opuštěnou. Její oživení nastalo v souvislosti s otevřením železnorudných dolů.
Důl v Kleštěnici byl otevřen v roce 1851. Nazýval se Prokop nebo Prokopka. Těžil se převážně hematit, ale obsah železa nebyl příliš vysoký, činil 16,7 procenta. Činnosti v dolu byly ukončeny v roce 1872, kdy byl důl značně poničen povodní. Poté již dolování nebylo obnoveno.

## Obyvatelstvo
| Rok            | 1869 | 1880 | 1890 | 1900 | 1910 | 1921 | 1930 | 1950 | 1961 | 1970 | 1980 | 1991 | 2001 | 2011 | 2021 |
| -------------- | ---- | ---- | ---- | ---- | ---- | ---- | ---- | ---- | ---- | ---- | ---- | ---- | ---- | ---- | ---- |
| Počet obyvatel | 168  | 130  | 145  | 142  | 157  | 137  | 112  | 74   | 61   | 70   | 42   | 40   | 32   | 24   | 23   |
| Počet domů     | 21   | 22   | 22   | 23   | 22   | 22   | 23   | 23   | 20   | 19   | 17   | 22   | 24   | 24   | 24   |

## Obecní správa
Při sčítání lidu v letech 1850–1929 byly Kleštěnice osadou městyse Komárov v okrese Hořovice. V letech 1930–1960 byly samostatnou obcí, nejprve v okrese Hořovice, od roku 1960 v okrese Beroun. Od 1. července 1960 jsou opět částí městyse Komárov v okrese Beroun.

## Pamětihodnosti
Víska Kleštěnice má pouhých čtyřiadvacet domků roztroušených kolem jediné silnice dlouhé téměř kilometr. Tato rozvolněná zástavba tvoří hodnotný soubor podbrdské roubené lidové architektury. V roce 2004 byla obec prohlášena za vesnickou památkovou zónu.
- Památkově chráněná usedlost čp. 5 z roku 1770.[8]
- Litinový křížek z roku 1876.[4]
- Pomník padlým odhalen 22. července 1924.[3]

## Galerie

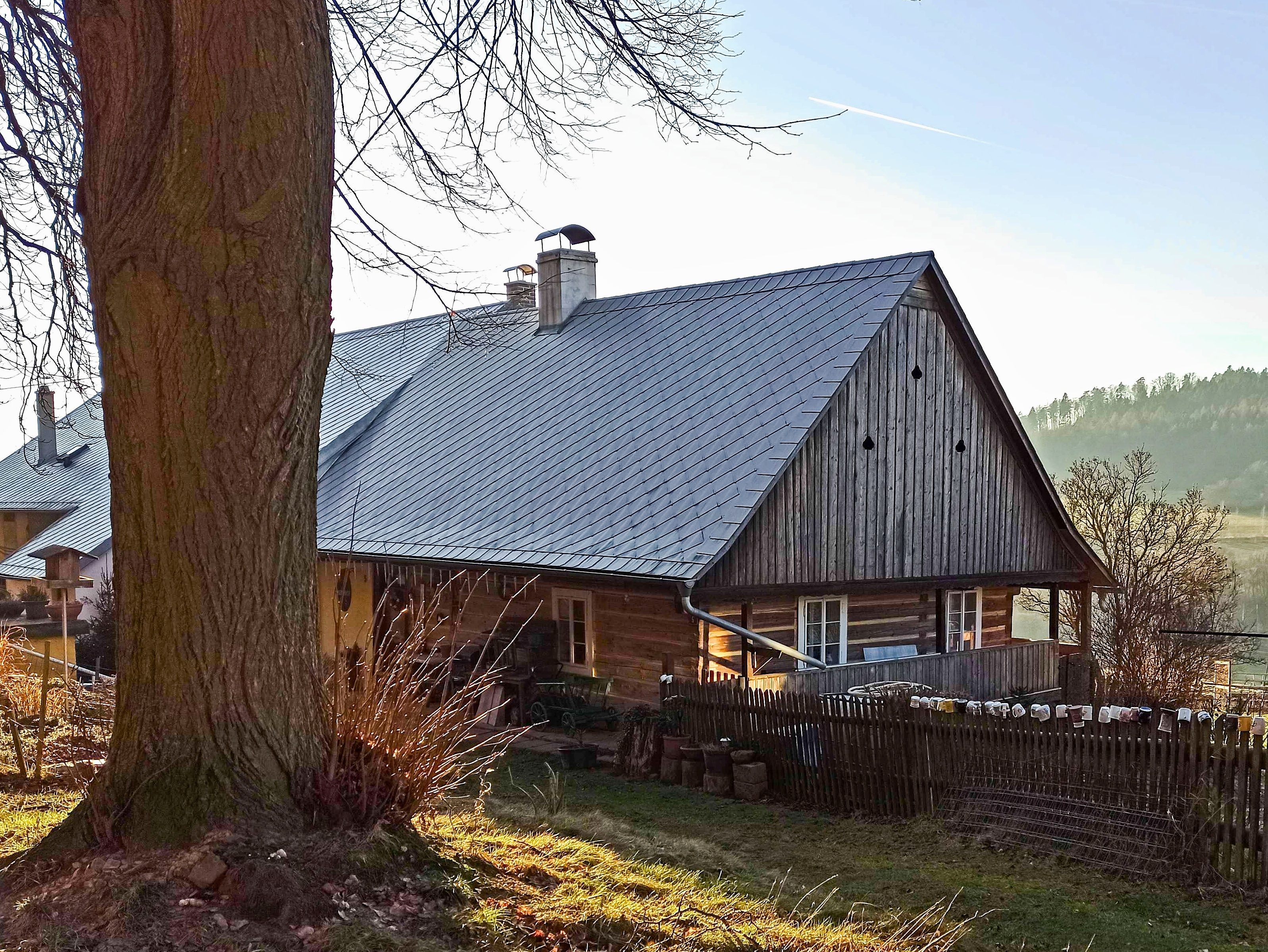
Památkově chráněná usedlost čp. 5.
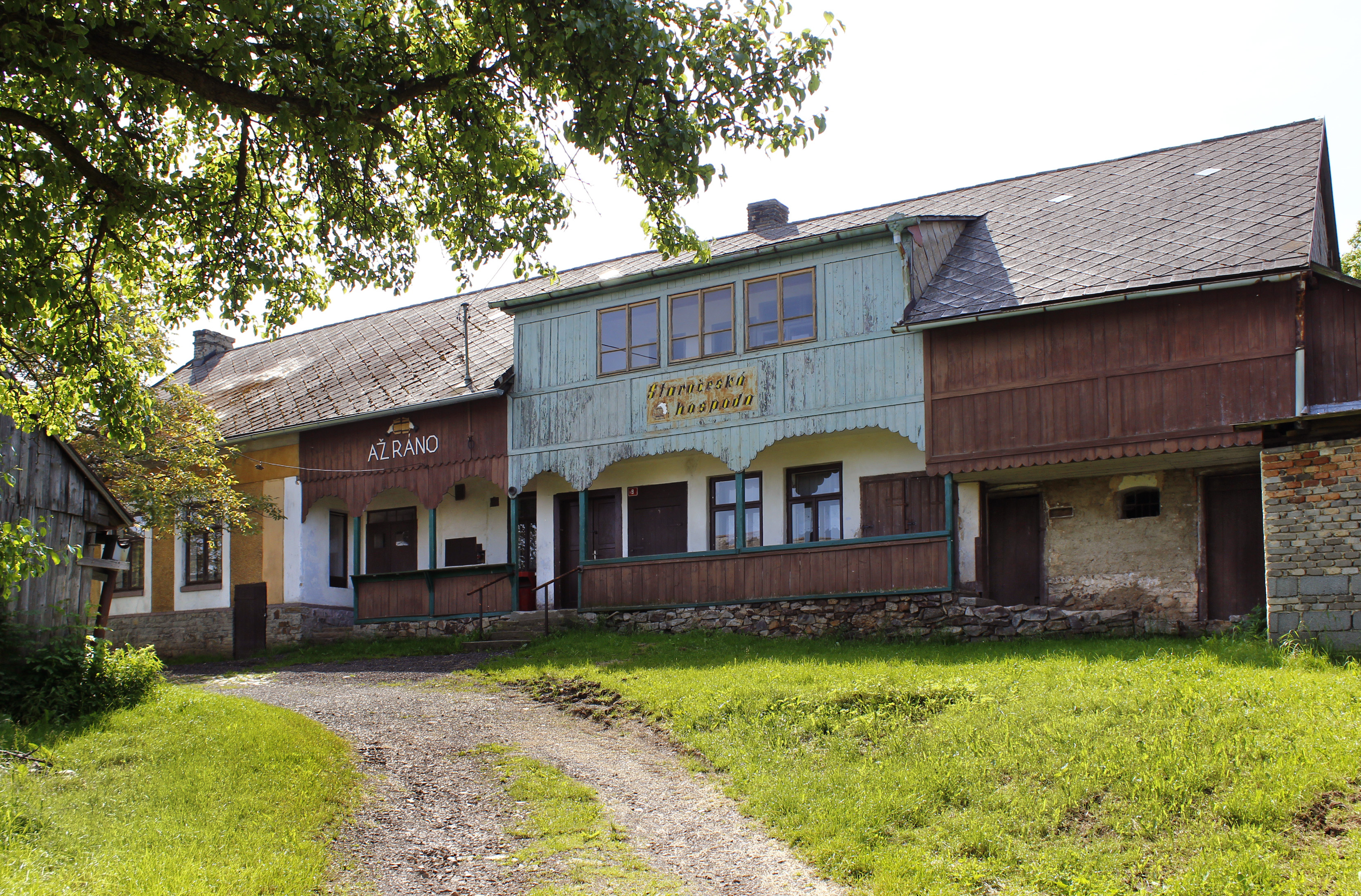
Bývalá hospoda
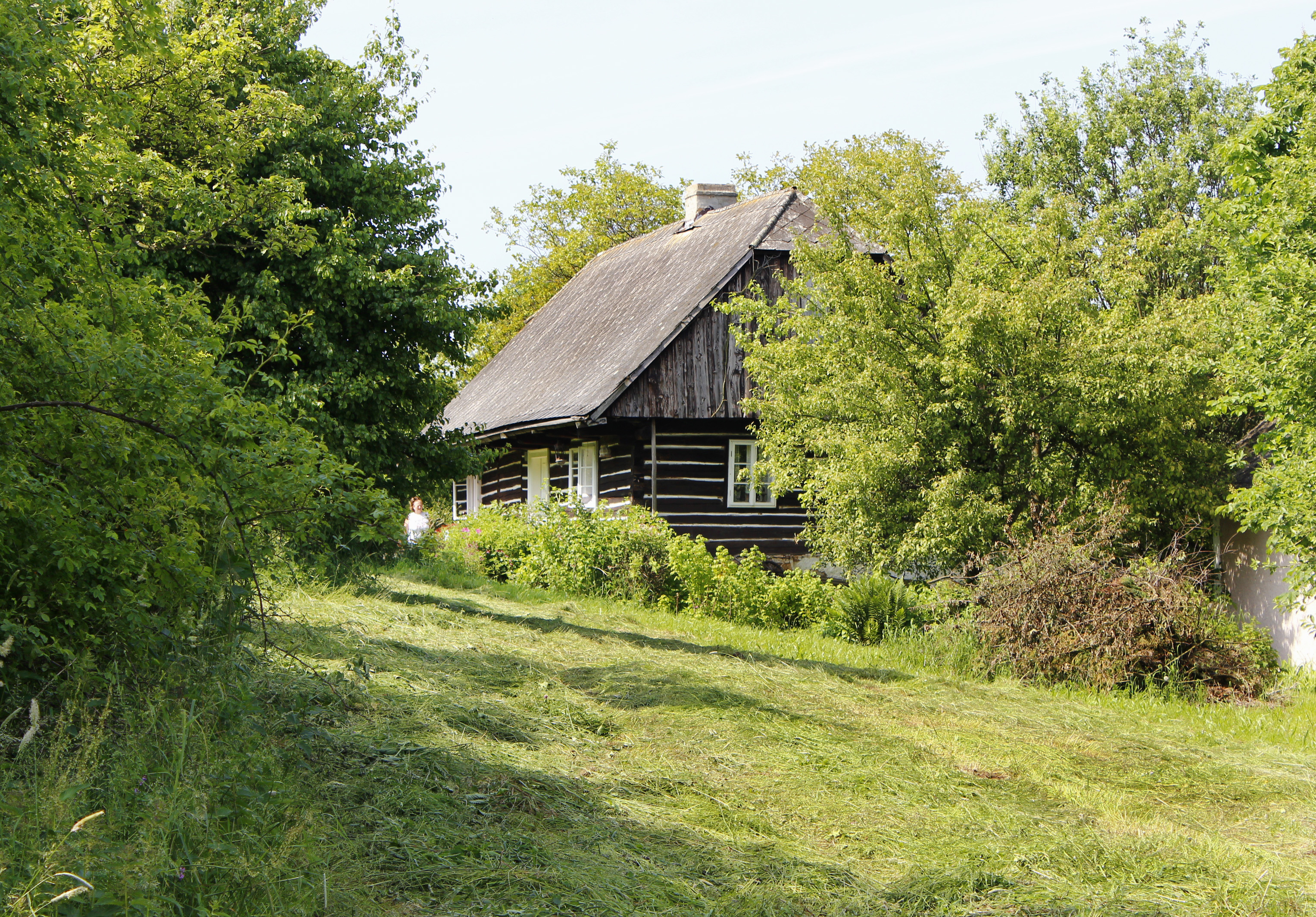
Roubená chalupa čp. 7
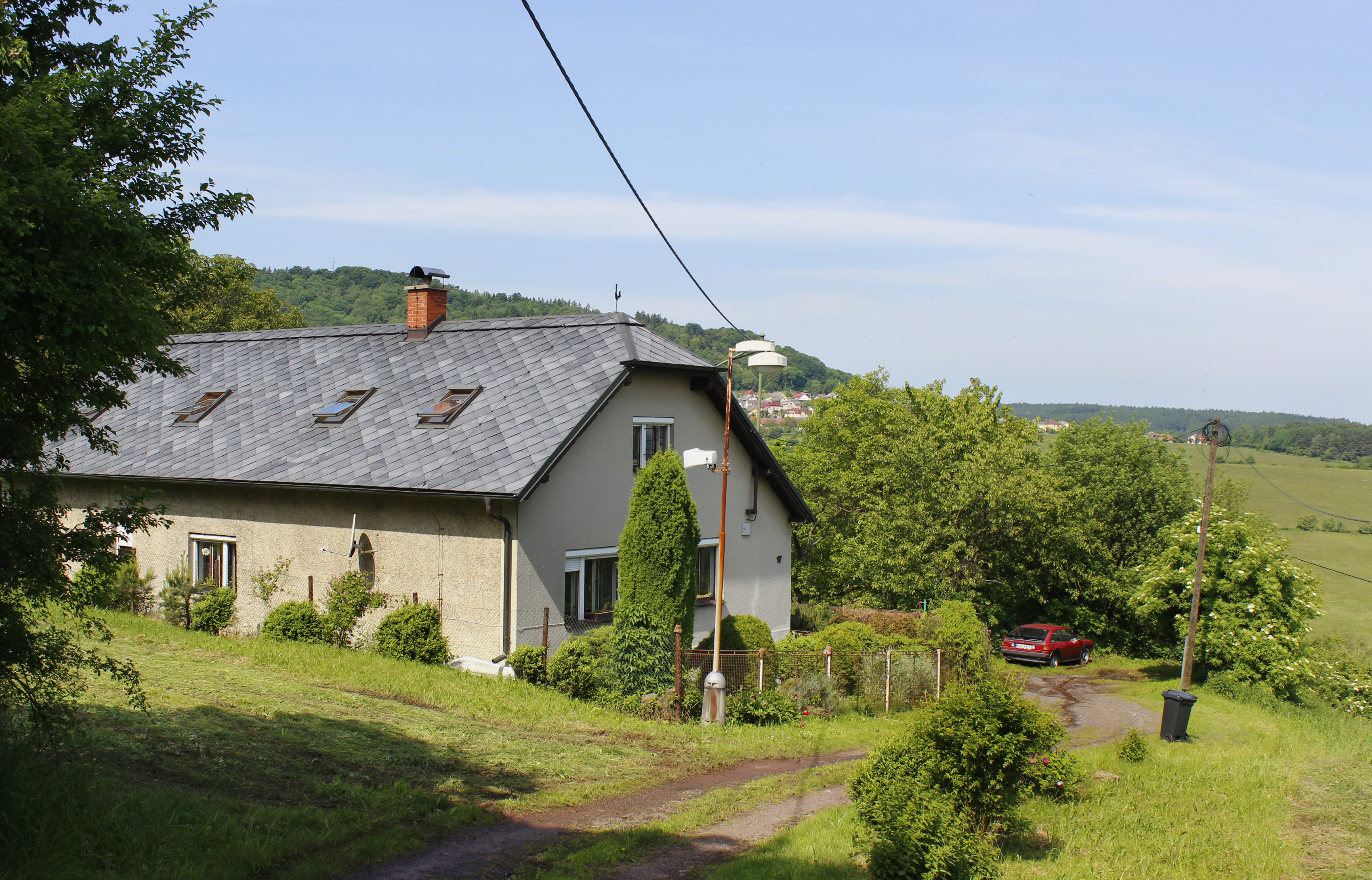
Západní část vesnice, v pozadí Jivina
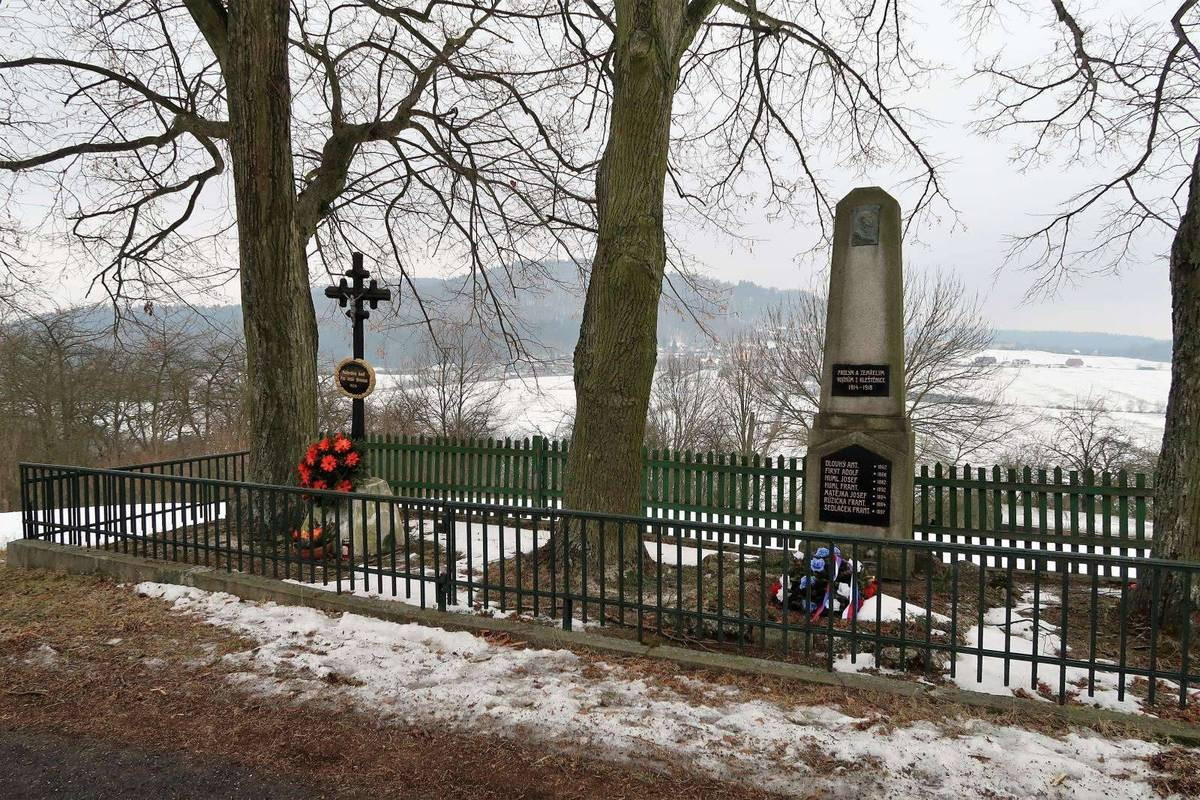
Pomník padlým během první  světové války
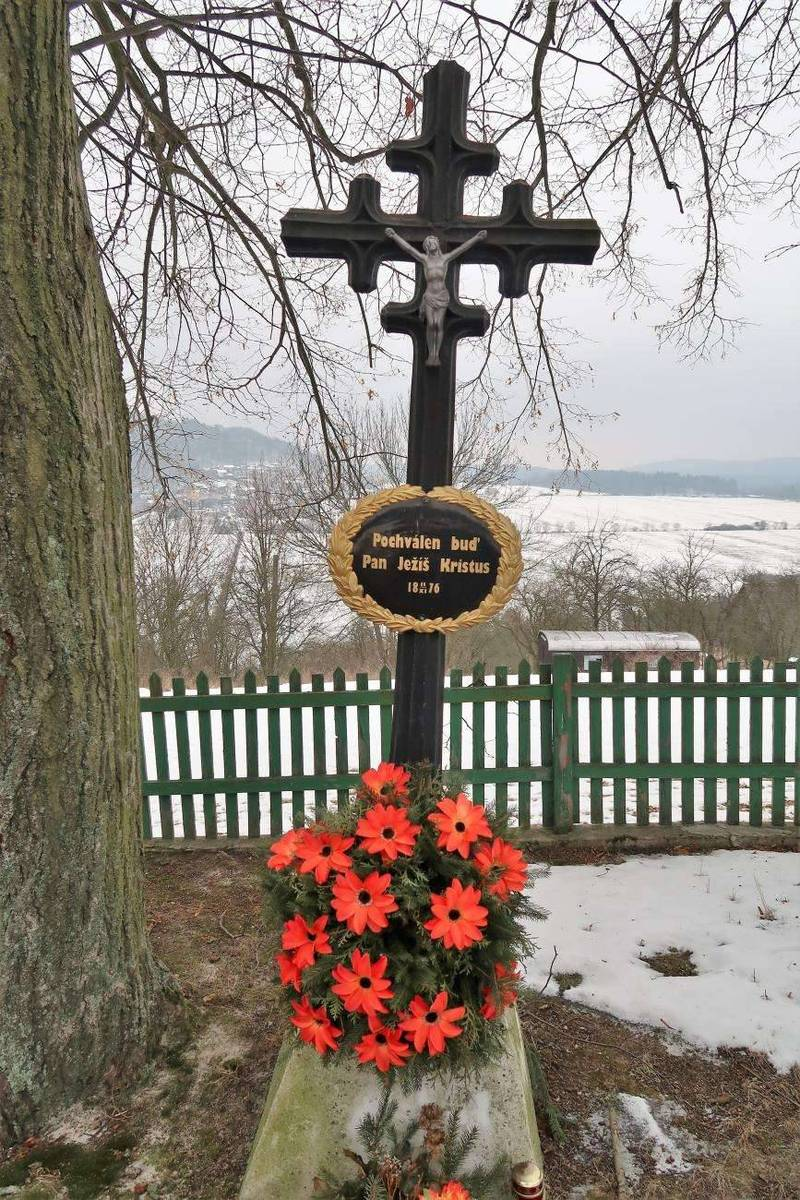
Kříž vedle pomníku padlým